# William Suff
William Lester Suff (né le 20 août 1950 Bill Lee Suff), aussi connu sous le surnom de Tueur de prostituées de Riverside et de Tueur du Lake Elsinore est un tueur en série américain.

## Premiers crimes
En 1974, un jury du Texas condamna Suff et son épouse, Teryl, pour avoir battu à mort leur fille de deux mois. La cour d’appel du Texas acquitta plus tard Teryl mais maintint le jugement dans l’affaire Suff contre l’État, déclarant qu’il n’y avait pas assez de preuves pour la condamner en tant que la, ou l’une des principales responsables du meurtre du bébé.
William fut condamné à 70 années de prison mais il n’en effectua que dix avant d’être relâché sur parole en 1984.

## Meurtres
Il va successivement violer, poignarder, étrangler et parfois mutiler 12 prostituées, voire plus, dans le Riverside début 1986. Le 9 janvier 1992, Suff fut arrêté après un contrôle routier de routine.
Décrit comme quelqu’un d’assez solitaire, Suff travaillait comme employé dans un stock qui délivrait des fournitures à l’équipe enquêtant sur sa folie meurtrière. Il aimait se faire passer pour un officier de police et allait même jusqu'à cuisiner du chili lors des pique-niques régionaux. 

Il fut prétendu qu’il utilisa les seins d’une de ses victimes dans le chili qui lui permit de gagner le prix de « Riverside County Employee Chili Cookoff ». 

Il travaillait aussi sur un livre traitant des chiens sauvages et dangereux. Il adorait les plaques d’immatriculation personnalisées et offrait systématiquement ses services pour le programme de covoiturage de la région.

## Procès
Le 19 juillet 1995, un jury de la région de Riverside reconnut Suff coupable du meurtre de 12 femmes et d’une tentative de meurtre sur une autre. La police le suspectait d’être responsable de la mort de 22 personnes. 

À la suite de son incarcération, le procureur présenta des preuves le reliant au meurtre d’une prostituée en 1988 à San Bernadino, ainsi que des preuves montrant qu’il avait abusé et violemment frappé sa fille de 3 mois, issue de son second mariage. 
Le 17 août 1995, après avoir délibéré seulement 10 minutes le jury donna son verdict sur les 12 meurtres.
La cour suivit les recommandations du jury et le condamna à la peine de mort.